# ماريان زوفكو
ماريان زوفكو هو مدرب كرة قدم ولاعب كرة قدم كرواتي في مركز الدفاع، ولد في 21 أغسطس 1959 في سبليت في كرواتيا. لعب مع ليرس ونادي فويفودينا وهايدوك سبليت.

## وصلات خارجية
- ماريان زوفكو على موقع Soccerway.com (الإنجليزية)
- ماريان زوفكو على موقع عالم كرة القدم.نت (الإنجليزية)